# احمدآباد (معصومیه)
احمدآباد ، روستایی از توابع بخش مرکزی شهرستان اراک در استان مرکزی ایران است. این روستا در دو کیلومتری اتوبان اراک-تهران قرار دارد.
اغلب بومیان این روستا به شهر اراک کوچ کرده‌اند و بیشتر غیربومیان با خرید زمین آن‌ها را تبدیل به کارگاه انبار باغ رستوران و… کرده‌اند.
این روستا دارای آب لوله‌کشی نیست و از طرفی فاقد خیابان‌بندی یا جدول‌بندی و… است! شاید نبود ساکنین بومی و نداشتن شورای روستایی دلیل آن باشد یا شاید هم غفلت مسولین مربوطه!
در سال‌های نه چندان دور با تشویق حکومت و دولت به کشاورزی وکاشت گندم و جو ویونجه چاه‌های زیادی در این روستا همانند روستاهای دیگر کنده شد. که گاهی فاصله دو چاه مجاور به چند متر می‌رسید. درنتیجهٔ آن آب‌های زیرزمینی که طی هزاران ویا حتی میلیون‌ها سال جمع شده بود درعرض ۱۰ تا ۱۵ سال تخلیه شد! ودرنهایت تمام شد. وکشاورزی در این روستا همانند روستاهای مجاور تقریباً تعطیل شد. وزمین‌های آن بایر وبی استفاده شدند.
لازم است ذکر شود که قبلاً در این روستا قنات وجود داشته است.
از طرفی چند سال اخیر طرح هادی به صورت ناقص در این روستا اجرا شده است که کاملاً نامتناسب و جزیره ای است. در چند سال اخیر تلاش‌های زیادی توسط اهالی برای پیگیری اصلاح طرح هادی، آسفالت و جدول‌بندی ولوله کشی آب و… صورت گرفته که تاکنون همگی بی‌نتیجه بوده وحاکی از عدم همراهی مسولین مربوطه به هر دلیل برای حل معضلات ای روستا است.

## جمعیت
این روستا براساس سرشماری مرکز آمار ایران در سال ۱۳۸۵، جمعیت آن ۶۸ نفر (۱۶خانوار) بوده است. البته این خانوارها بومی روستا هستند. به دلیل نزدیک بودن روستا به شهر اراک جمعیت مهاجر روزانه روستا به مراتب بیش از این تعداد است.